# Zoe Lowenthal Brown
Zoe Lowenthal Brown (nascida em 1927) é uma fotógrafa americana.
O seu trabalho está incluído nas colecções do Museu de Belas Artes de Houston e do Museu de Arte Moderna de São Francisco.